# Kidderminster
 (juillet 2019).
Si vous disposez d'ouvrages ou d'articles de référence ou si vous connaissez des sites web de qualité traitant du thème abordé ici, merci de compléter l'article en donnant les références utiles à sa vérifiabilité et en les liant à la section « Notes et références ».
Kidderminster est une ville du Worcestershire, en Angleterre. Située à 17 miles au sud-ouest de Birmingham et à 15 miles au nord de Worcester.

## Histoire
Les terres autour de Kidderminster peuvent avoir d'abord été peuplées par les Husmerae (une tribu anglo-saxonne).
Un monastère (ou ministre) s'est installé dans la région vers le IXe siècle. La trace écrite la plus ancienne du nom de Kidderminster (Chedeminstre) est mentionnée dans le Domesday Book de 1086. C'était un grand manoir tenu par Guillaume le Conquérant avec 16 dépendances périphériques (Bristitune, Fastochesfeld, Franche, Habberley, Hurcott, Mitton, Oldington, Ribbesford, Sudwale, Sutton, Teulesberge, Trimpley, Wannerton et Wribbenhall).
Diverses orthographes étaient utilisées - Kedeleministre ou Kideministre (XIIe et XIIIe siècles), Kidereministre (XIIIe et XVe siècles) - jusqu'à ce que le nom de la ville, soit fixé comme Kidderminster au XVIe siècle. Entre 1156 et 1162, Henri II d'Angleterre accorde le manoir à son intendant, Manasser Biset. Une foire (1228) et plus tard un marché (1240) y sont autorisés.
Le roi Charles Ier d'Angleterre accorde une charte à l'arrondissement de Kidderminster en 1636.
Un rapport parlementaire de 1777 atteste que Kidderminster possède une Workhouse pouvant accueillir jusqu'à 70 mendiants. En vertu de la Loi du Gilbert's Act de 1782, la Kidderminster Union a été créée dans le but de soulager les pauvres indigents.
Kidderminster possède deux églises commissionnées (Commissioners' church). La première est l'église St. George's, sur l'avenue Radford. Elle a été conçue par Francis Goodwin, construite entre 1821 et 1824 et consacrée en avril 1824. La deuxième église était l'église St. John's, sur la route de Bewdley. Cette église est construite en 1843 et l'architecte en est Matthew Steele.

## Géographie

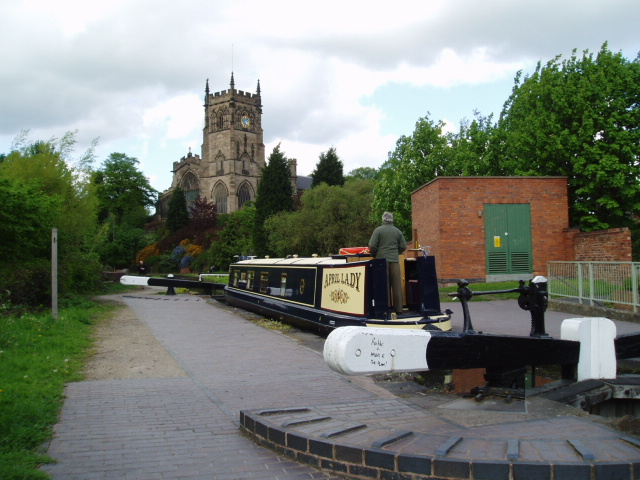
Écluse à Kidderminster

La ville est arrosée par la Stour et par le canal du Staffordshire et Worcestershire.

## Économie
L'industrie du tapis a été fondée dans la région en 1785 par Brintons, elle est devenue extrêmement importante pour l'économie locale, si bien que le journal local est encore appelé la navette (Kidderminster Shuttle) d'après les navettes utilisées sur les métiers à tapisser.
Bien qu'ayant bien diminué ces dernières années, l'industrie est toujours un employeur important dans la région, avec les tapis Brintons qui emploient plusieurs centaines de personnes et sont l'un des principaux employeurs de la ville. Kidderminster est également le siège de la Victoria Carpets qui possède des usines dans la province irlandaise du Munster et à Dandenong, en Australie. L'entreprise est un exportateur mondial des tapis sur mesure pour les hôtels et les grands sites commerciaux. La Tour Eiffel est un utilisateur célèbre des tapis de Victoria Carpets.

## Sport
La ville héberge le club football de Kidderminster Harriers.

## Personnalités nées dans la ville
- Rowland Hill, (1795-1879), inventeur du Timbre postal.
- Robert Hamer (1911-1963), réalisateur et producteur de cinéma.
- Peter Collins (1931-1958), pilote automobile.
- Sammi Davis (1964-...) actrice.
- Robert Plant, chanteur du groupe de musique Led Zeppelin, y a grandi.
- John Wyer (1909-1989), ingénieur automobile.

## Transport
- Chemin de fer : La ville possède deux gares. Le principal réseau ferroviaire est le Network Rail, d'où les trains circulent vers Birmingham, Worcester et de Londres. L'autre station, Kidderminster town, est celle de la ligne de chemin de fer préservée, Severn Valley Railway.
- Route : Plusieurs routes principales traversent la ville,
  - L'A456 qui va de Birmingham à Woofferton, Shropshire, à quelques miles au sud de Woofferton.
  - L'A451 qui va de Stourbridge à Abberley.
  - L'A442 qui va de Droitwich à Hodent, Shropshire, à quelques miles au nord de Telford.
  - L'A449 qui va de Newport au Pays de Galles à Stafford et traverse l'A456.
  - L'A448 qui commence dans la ville et va à Bromsgrove. Un changement majeur dans l'infrastructure routière du centre-ville a été la construction de la rocade dans les années 1970 et 1980, qui a soulagé la ville de plus en plus congestionnée.
- Voie navigable : Le canal du Staffordshire et du Worcestershire traverse la ville.
- Bus : Il existe des liens directs avec les villes de Worcester, Halesowen, Bewdley, Stourport et Bromsgrove. Il existe aussi une ligne de bus directe avec le centre-ville de Birmingham.